# Masspsykologi
Masspsykologi är en gren av socialpsykologin som ägnar sig åt studier av drivkrafterna bakom kollektivt handlande. Eftersom folkmassor i historien visat sig kapabla att snabbt genomdriva revolutioner i strid mot rättssäkerheten, har masspsykologiska processer också orsakat mycket kontroverser. Därför förekommer mycket olikartade masspsykologiska teorier, framför allt vad gäller psykologiska och motivatoriska jämförelser mellan kollektiva och individuella handlingar. Gemensamt för teoribildningarna är att skolorna studerar beteenden och tankeprocesser hos individer i gruppen och i gruppen totalt sett. På grund av de många incidenter som händer när stora grupper människor samlas, är också säkerhetsfrågor viktiga för masspsykologin.
Carl Gustaf Jung myntade uttrycket kollektiva omedvetna för sådana inre processer som fungerar masspsykologiskt. Sigmund Freud menade att människor som tillhörde en grupp betedde sig annorlunda än människor som tänkte självständigt; gruppmedvetandet ledde till ett visst sätt att tänka. Gustave Le Bon menade å sin sida att grupper fostrar till anonymitet och klichéartade känsloliv. Freuds systerson Edward Bernays räknas som grundaren av public relations som syftar till att manipulera massopinionen genom att använda det omedvetna. Inom konvergensteorin, som tar avstånd från att gruppen handlar irrationellt, håller man fast vid att masspsykologin inte uppstår ur själva gruppformationen utan av några av gruppens ingående medlemmar, av vilket följer att gruppen sammanbinds av en konvergens i fråga om åsikter, målsättningar och attityder.